# Prat (Côtes-d’Armor)
Prat település Franciaországban, Côtes-d’Armor megyében. Lakosainak száma 1090 fő (2022. január 1.). Prat Bégard, Berhet, Cavan, Coatascorn, Mantallot, Pluzunet, Runan és La Roche-Jaudy községekkel határos.

## Népesség
A település népességének változása:
| Lakosok száma | 1052 | 1098 | 1027 | 1112 | 1164 | 1119 | 1118 | 1117 | 1117 | 1090 |
|               | 1968 | 1982 | 1990 | 2006 | 2012 | 2015 | 2017 | 2019 | 2020 | 2022 |